# نایدلینگ
نایدلینگ (به آلمانی: Neidling) یک منطقهٔ مسکونی در اتریش است که در ناحیه زانکت پولتن-لاند واقع شده‌است. نایدلینگ ۱٬۳۸۲ نفر جمعیت دارد.